# فهرست برندگان رقابت‌های باشگاهی اتحادیه فوتبال اروپا

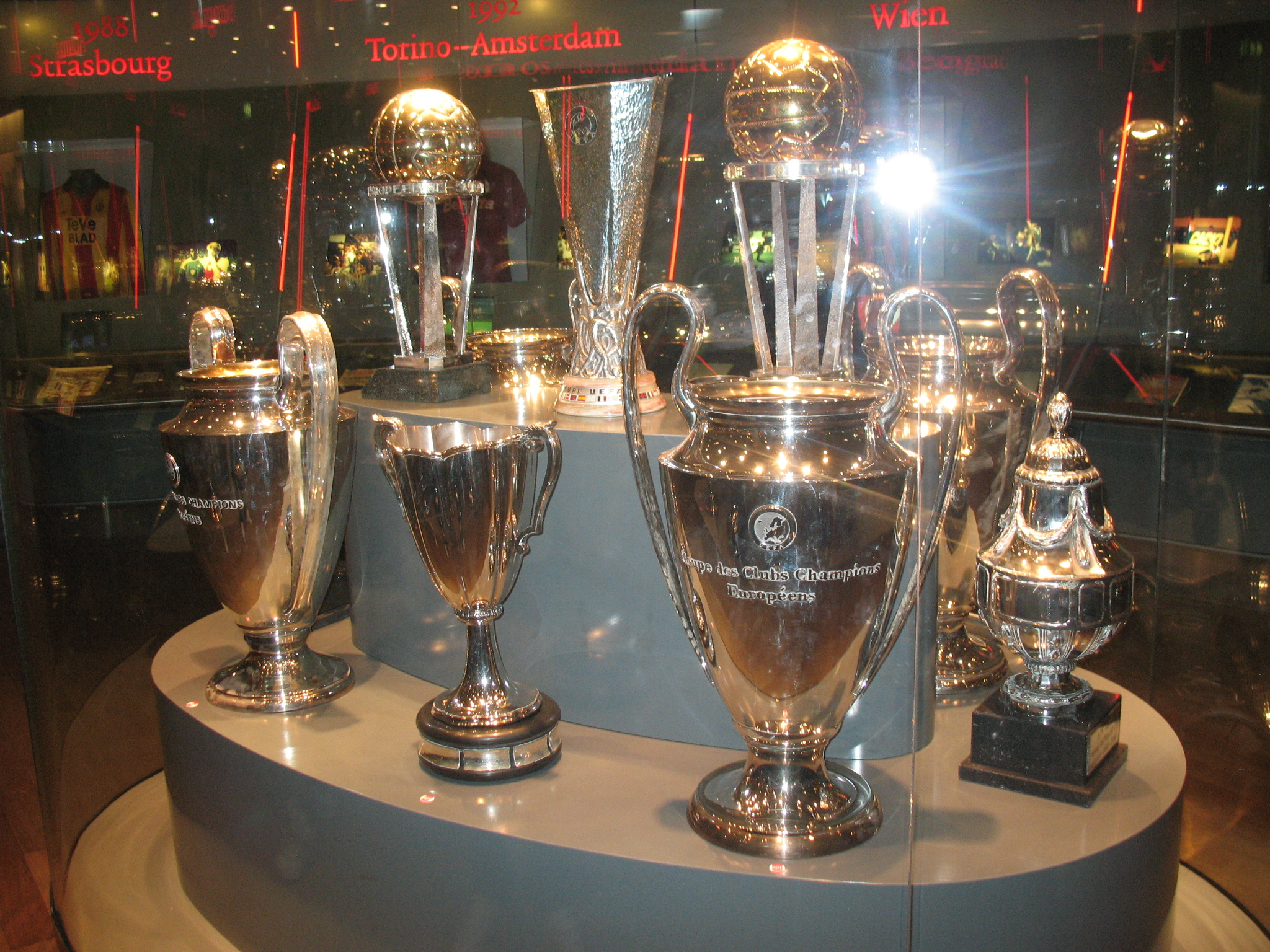
جام‌های قهرمانی آژاکس آمستردام به نمایش گذاشته‌شده در موزهٔ این باشگاه. هلندی‌ها یکی از ۵ تیمی هستند که موفق به کسب قهرمانی در سه رقابت اصلی باشگاهی یوفا شده‌اند: جام باشگاه‌های اروپا / لیگ قهرمانان اروپا (۴)، جام برندگان جام (۱) و جام یوفا (۱).

فهرست برندگان رقابت‌های باشگاهی اتحادیه فوتبال اروپا (به انگلیسی: List of UEFA club competition winners) شامل آمار قهرمانی تیم‌ها و کشورهای یوفا در مسابقات باشگاهی اروپا است. این مسابقات شامل: لیگ قهرمانان اروپا (سابقاً جام باشگاه‌های اروپا)، لیگ اروپا (سابقاً جام یوفا)، سوپرجام اروپا، در حال حاضر و جام برندگان جام اروپا (منحل‌شده در سال ۱۹۹۹) و جام اینترتوتو (منحل‌شده در سال ۲۰۰۸) در گذشته می‌باشد. یوفا و کونمبول با همکاری یکدیگر مسابقات جام بین قاره‌ای فوتبال را از سال ۱۹۶۰ تا ۲۰۰۴ برگزار کردند که بعدها زیر نظر فیفا و با نام جام باشگاه‌های فوتبال جهان ادامه یافت.
رئال مادرید با ۲۴ عنوان قهرمانی رکورددار کسب عنوان قهرمانی است؛ ۷ بار بیشتر از آ.ث. میلان ایتالیا. یوونتوس ایتالیا تنها تیمی است که در هر ۶ رقابت مسابقات باشگاهی اروپا قهرمان شده‌است. آن‌ها پلاک یوفا را در ۱۲ ژوئیه ۱۹۸۸ به‌خاطر کسب هر سه جام قهرمانی اصلی اروپا، یعنی جام باشگاه‌ها (در سال ۱۹۸۵)، جام برندگان جام (در سال ۱۹۸۴) و جام یوفا (در سال ۱۹۷۷) به‌دست آوردند. یوونتوس اولین قهرمانی خود در سوپر جام اروپا را در سال ۱۹۸۴، اولین قهرمانی جام بین قاره‌ای فوتبال خود را در سال ۱۹۸۵ و اولین قهرمانی جام اینترتوتو خود را در سال ۱۹۹۹ به‌دست آورد.
موفق‌ترین تیم‌ها در رقابت‌های باشگاهی فوتبال اروپا، باشگاه‌های اسپانیایی با مجموع ۶۴ قهرمانی می‌باشند؛ بالاتر از باشگاه‌های ایتالیایی با ۴۹ عنوان و باشگاه‌های انگلیسی با ۴۵ عنوان. باشگاه‌های ایتالیایی تنها تیم‌های در تاریخ فوتبال اروپا هستند که در یک فصل خاص (۹۰–۱۹۸۹)، عنوان قهرمانی هر سه رقابت اصلی یوفا را کسب کرده‌اند؛ شامل قهرمانی میلان در جام باشگاه‌های اروپا، قهرمانی سمپدوریا در جام برندگان اروپا و قهرمانی یوونتوس در جام یوفا.
از آنجا که یوفا جام اینتر-سیتیز فیرز کاپ را (که پیشینهٔ جام یوفا است) به رسمیت نمی‌شناسد، موفقیت در آن رقابت‌ها در این فهرست گنجانده نشده‌است. همچنین سوپر جام اروپا ۱۹۷۲ و جام باشگاه‌های فوتبال جهان (که یک رقابت فیفا است) نیز در این جدول لحاظ نشده‌اند.

## برندگان
فهرست‌های زیر تا پایان فینال ۲۰۲۲ به روز شده‌است.
| UCL | جام باشگاه‌های اروپا / لیگ قهرمانان اروپا |
| UEL | لیگ اروپا                                |
| CWC | جام برندگان جام اروپا (منحل‌شده)          |
| USC | سوپرجام اروپا                            |
| UIC | جام اینترتوتو (منحل‌شده)                  |
| IC  | جام بین قاره‌ای فوتبال (منحل‌شده)          |

### بر پایهٔ باشگاه
رئال مادرید با ۲۲ عنوان قهرمانی رکورددار کسب عنوان قهرمانی در رقابت‌های باشگاهی اتحادیه فوتبال اروپا است و آ.ث. میلان با ۱۷ عنوان در رده دوم قرار دارد. تیم‌های اسپانیایی رکورد‌دار بیشترین قهرمانی در هر سه رقابت اصلی باشگاهی در اروپا هستند: رئال مادرید با ۱۳ قهرمانی در لیگ قهرمانان اروپا/جام باشگاه‌های اروپا، سویا با ۶ قهرمانی در لیگ اروپا/جام یوفا و بارسلونا با ۴ قهرمانی در جام برندگان جام اروپا. میلان با ۵ قهرمانی در سوپرجام اروپا (به‌طور مشترک با بارسلونا) و با ۳ قهرمانی در جام بین قاره‌ای فوتبال (به‌طور مشترک با رئال مادرید)، دیگر رکورددار قهرمانی مسابقات باشگاهی اروپا می‌باشد. تیم‌های آلمانی هامبورگ، شالکه ۰۴ و اشتوتگارت و تیم اسپانیایی ویارئال، رکورددار قهرمانی (هرکدام دو بار) در جام اینترتوتو می‌باشند.
یوونتوس، آژاکس آمستردام، بایرن مونیخ، چلسی و منچستر یونایتد تنها تیم‌هایی هستند که موفق به قهرمانی هر سه رقابت اصلی باشگاهی در اروپا شده‌اند (لیگ قهرمانان اروپا/جام باشگاه‌های اروپا، لیگ اروپا/جام یوفا و جام برندگان جام اروپا). با این حال، یوونتوس تنها تیمی است که در هر ۶ رقابت مسابقات باشگاهی اروپا قهرمان شده‌است (علاوه بر موارد یادشده، قهرمانی در سوپر جام اروپا، جام اینترتوتو و جام بین قاره‌ای فوتبال را نیز کسب کرده‌است).
فهرست زیر شامل تیم‌هایی است که حداقل یک قهرمانی در مسابقات باشگاهی اروپا تا پایان سال ۲۰۲۱ به دست آورده‌اند (به ترتیب زمانی):
| باشگاه              | کشور     | UCL | UEL | CWC | USC | UIC | IC | کل |
| ------------------- | -------- | --- | --- | --- | --- | --- | -- | -- |
| رئال مادرید         | اسپانیا  | ۱۴  | ۲   | ۰   | ۵   | ۰   | ۳  | ۲۴ |
| آ.ث. میلان          | ایتالیا  | ۷   | ۰   | ۲   | ۵   | ۰   | ۳  | ۱۷ |
| بارسلونا            | اسپانیا  | ۵   | ۰   | ۴   | ۵   | ۰   | ۰  | ۱۴ |
| لیورپول             | انگلستان | ۶   | ۳   | ۰   | ۴   | ۰   | ۰  | ۱۳ |
| بایرن مونیخ         | آلمان    | ۶   | ۱   | ۱   | ۲   | ۰   | ۲  | ۱۲ |
| یوونتوس             | ایتالیا  | ۲   | ۳   | ۱   | ۲   | ۱   | ۲  | ۱۱ |
| آژاکس آمستردام      | هلند     | ۴   | ۱   | ۱   | ۲   | ۰   | ۲  | ۱۰ |
| اینتر میلان         | ایتالیا  | ۳   | ۳   | ۰   | ۰   | ۰   | ۲  | ۸  |
| چلسی                | انگلستان | ۲   | ۲   | ۲   | ۲   | ۰   | ۰  | ۸  |
| اتلتیکو مادرید      | اسپانیا  | ۰   | ۳   | ۱   | ۳   | ۰   | ۱  | ۸  |
| منچستر یونایتد      | انگلستان | ۳   | ۱   | ۱   | ۱   | ۰   | ۱  | ۷  |
| پورتو               | پرتغال   | ۲   | ۲   | ۰   | ۱   | ۰   | ۲  | ۷  |
| سویا                | اسپانیا  | ۰   | ۶   | ۰   | ۱   | ۰   | ۰  | ۷  |
| اندرلشت             | بلژیک    | ۰   | ۱   | ۲   | ۲   | ۰   | ۰  | ۵  |
| والنسیا             | اسپانیا  | ۰   | ۱   | ۱   | ۲   | ۱   | ۰  | ۵  |
| فاینورد             | هلند     | ۱   | ۲   | ۰   | ۰   | ۰   | ۱  | ۴  |
| هامبورگ             | آلمان    | ۱   | ۰   | ۱   | ۰   | ۲   | ۰  | ۴  |
| پارما               | ایتالیا  | ۰   | ۲   | ۱   | ۱   | ۰   | ۰  | ۴  |
| ناتینگهام فارست     | انگلستان | ۲   | ۰   | ۰   | ۱   | ۰   | ۰  | ۳  |
| بروسیا دورتموند     | آلمان    | ۱   | ۰   | ۱   | ۰   | ۰   | ۱  | ۳  |
| استون ویلا          | انگلستان | ۱   | ۰   | ۰   | ۱   | ۱   | ۰  | ۳  |
| تاتنهام هاتسپر      | انگلستان | ۰   | ۲   | ۱   | ۰   | ۰   | ۰  | ۳  |
| شالکه ۰۴            | آلمان    | ۰   | ۱   | ۰   | ۰   | ۲   | ۰  | ۳  |
| ویارئال             | اسپانیا  | ۰   | ۱   | ۰   | ۰   | ۲   | ۰  | ۳  |
| دینامو کی‌یف         | اوکراین  | ۰   | ۰   | ۲   | ۱   | ۰   | ۰  | ۳  |
| بنفیکا              | پرتغال   | ۲   | ۰   | ۰   | ۰   | ۰   | ۰  | ۲  |
| پی‌اس‌وی آیندهوون     | هلند     | ۱   | ۱   | ۰   | ۰   | ۰   | ۰  | ۲  |
| استوا بخارست        | رومانی   | ۱   | ۰   | ۰   | ۱   | ۰   | ۰  | ۲  |
| المپیک مارسی        | فرانسه   | ۱   | ۰   | ۰   | ۰   | ۱   | ۰  | ۲  |
| ستاره سرخ بلگراد    | صربستان  | ۱   | ۰   | ۰   | ۰   | ۰   | ۱  | ۲  |
| بروسیا مونشن‌گلادباخ | آلمان    | ۰   | ۲   | ۰   | ۰   | ۰   | ۰  | ۲  |
| گوتبورگ             | سوئد     | ۰   | ۲   | ۰   | ۰   | ۰   | ۰  | ۲  |
| گالاتاسرای          | ترکیه    | ۰   | ۱   | ۰   | ۱   | ۰   | ۰  | ۲  |
| زنیت سن پترزبورگ    | روسیه    | ۰   | ۱   | ۰   | ۱   | ۰   | ۰  | ۲  |
| آبردین              | اسکاتلند | ۰   | ۰   | ۱   | ۱   | ۰   | ۰  | ۲  |
| لاتزیو              | ایتالیا  | ۰   | ۰   | ۱   | ۱   | ۰   | ۰  | ۲  |
| مشلان               | بلژیک    | ۰   | ۰   | ۱   | ۱   | ۰   | ۰  | ۲  |
| پاری سن ژرمن        | فرانسه   | ۰   | ۰   | ۱   | ۰   | ۱   | ۰  | ۲  |
| وردر برمن           | آلمان    | ۰   | ۰   | ۱   | ۰   | ۱   | ۰  | ۲  |
| وستهام یونایتد      | انگلستان | ۰   | ۰   | ۱   | ۰   | ۱   | ۰  | ۲  |
| اشتوتگارت           | آلمان    | ۰   | ۰   | ۰   | ۰   | ۲   | ۰  | ۲  |
| سلتیک               | اسکاتلند | ۱   | ۰   | ۰   | ۰   | ۰   | ۰  | ۱  |
| بایر ۰۴ لورکوزن     | آلمان    | ۰   | ۱   | ۰   | ۰   | ۰   | ۰  | ۱  |
| زسکا مسکو           | روسیه    | ۰   | ۱   | ۰   | ۰   | ۰   | ۰  | ۱  |
| آینتراخت فرانکفورت  | آلمان    | ۰   | ۱   | ۰   | ۰   | ۰   | ۰  | ۱  |
| ایپسویچ تاون        | انگلستان | ۰   | ۱   | ۰   | ۰   | ۰   | ۰  | ۱  |
| ناپولی              | ایتالیا  | ۰   | ۱   | ۰   | ۰   | ۰   | ۰  | ۱  |
| شاختار دونتسک       | اوکراین  | ۰   | ۱   | ۰   | ۰   | ۰   | ۰  | ۱  |
| آرسنال              | انگلستان | ۰   | ۰   | ۱   | ۰   | ۰   | ۰  | ۱  |
| دینامو تفلیس        | گرجستان  | ۰   | ۰   | ۱   | ۰   | ۰   | ۰  | ۱  |
| اورتون              | انگلستان | ۰   | ۰   | ۱   | ۰   | ۰   | ۰  | ۱  |
| فیورنتینا           | ایتالیا  | ۰   | ۰   | ۱   | ۰   | ۰   | ۰  | ۱  |
| ماگدبورگ ۱          | آلمان    | ۰   | ۰   | ۱   | ۰   | ۰   | ۰  | ۱  |
| منچستر سیتی         | انگلستان | ۰   | ۰   | ۱   | ۰   | ۰   | ۰  | ۱  |
| رنجرز               | اسکاتلند | ۰   | ۰   | ۱   | ۰   | ۰   | ۰  | ۱  |
| سمپدوریا            | ایتالیا  | ۰   | ۰   | ۱   | ۰   | ۰   | ۰  | ۱  |
| اسلوان براتیسلاوا   | اسلواکی  | ۰   | ۰   | ۱   | ۰   | ۰   | ۰  | ۱  |
| اسپورتینگ پرتغال    | پرتغال   | ۰   | ۰   | ۱   | ۰   | ۰   | ۰  | ۱  |
| رئال ساراگوسا       | اسپانیا  | ۰   | ۰   | ۱   | ۰   | ۰   | ۰  | ۱  |
| اوسر                | فرانسه   | ۰   | ۰   | ۰   | ۰   | ۱   | ۰  | ۱  |
| باستیا              | فرانسه   | ۰   | ۰   | ۰   | ۰   | ۱   | ۰  | ۱  |
| بولونیا             | ایتالیا  | ۰   | ۰   | ۰   | ۰   | ۱   | ۰  | ۱  |
| بوردو               | فرانسه   | ۰   | ۰   | ۰   | ۰   | ۱   | ۰  | ۱  |
| براگا               | پرتغال   | ۰   | ۰   | ۰   | ۰   | ۱   | ۰  | ۱  |
| سلتاویگو            | اسپانیا  | ۰   | ۰   | ۰   | ۰   | ۱   | ۰  | ۱  |
| فولام               | انگلستان | ۰   | ۰   | ۰   | ۰   | ۱   | ۰  | ۱  |
| گنگام               | فرانسه   | ۰   | ۰   | ۰   | ۰   | ۱   | ۰  | ۱  |
| کارلسروهه           | آلمان    | ۰   | ۰   | ۰   | ۰   | ۱   | ۰  | ۱  |
| لانس                | فرانسه   | ۰   | ۰   | ۰   | ۰   | ۱   | ۰  | ۱  |
| لیل                 | فرانسه   | ۰   | ۰   | ۰   | ۰   | ۱   | ۰  | ۱  |
| المپیک لیون         | فرانسه   | ۰   | ۰   | ۰   | ۰   | ۱   | ۰  | ۱  |
| مالاگا              | اسپانیا  | ۰   | ۰   | ۰   | ۰   | ۱   | ۰  | ۱  |
| مون‌پلیه             | فرانسه   | ۰   | ۰   | ۰   | ۰   | ۱   | ۰  | ۱  |
| نیوکاسل یونایتد     | انگلستان | ۰   | ۰   | ۰   | ۰   | ۱   | ۰  | ۱  |
| پروجا               | ایتالیا  | ۰   | ۰   | ۰   | ۰   | ۱   | ۰  | ۱  |
| استراسبورگ          | فرانسه   | ۰   | ۰   | ۰   | ۰   | ۱   | ۰  | ۱  |
| سیلکبورگ            | دانمارک  | ۰   | ۰   | ۰   | ۰   | ۱   | ۰  | ۱  |
| تروا                | فرانسه   | ۰   | ۰   | ۰   | ۰   | ۱   | ۰  | ۱  |
| اودینزه             | ایتالیا  | ۰   | ۰   | ۰   | ۰   | ۱   | ۰  | ۱  |

### بر پایهٔ کشور
| UCL  | جام باشگاه‌های اروپا / لیگ قهرمانان اروپا |
| UEL  | لیگ اروپا                                |
| UECL | لیگ کنفرانس اروپا                        |
| CWC  | جام برندگان جام اروپا (منحل‌شده)          |
| USC  | سوپرجام اروپا                            |
| UIC  | جام اینترتوتو (منحل‌شده)                  |
| IC   | جام بین قاره‌ای فوتبال (منحل‌شده)          |

باشگاه‌های اسپانیایی موفق‌ترین تیم‌ها در رقابت‌های باشگاهی فوتبال اروپا با مجموع ۶۲ قهرمانی می‌باشند که در لیگ قهرمانان اروپا/جام باشگاه‌های اروپا ۱۸ قهرمانی، سوپر جام اروپا ۱۵ قهرمانی و لیگ اروپا/جام یوفا  ۱۳ قهرمانی دارند و از این حیث رکورددارند. بیشترین قهرمانی در جام بین قاره‌ای فوتبال را باشگاه‌های ایتالیایی با ۷ عنوان قهرمانی دارند. در جایگاه سوم، باشگاه‌های انگلیسی با ۴۴ قهرمانی قرار دارند؛ شامل رکورد قهرمانی در جام برندگان جام اروپا با ۸ عنوان. باشگاه‌های فرانسوی در جایگاه ششم این فهرست با داشتن بیشترین قهرمانی در جام اینترتوتو با ۱۲ عنوان، قرار دارند. باشگاه‌های ایتالیایی تنها تیم‌هایی در تاریخ فوتبال اروپا هستند که در یک فصل خاص (۹۰–۱۹۸۹)، هر سه رقابت اصلی یوفا را کسب کرده‌اند.
فهرست زیر شامل تیم‌هایی است که حداقل یک قهرمانی در مسابقات باشگاهی اروپا تا پایان سال ۲۰۲۱ به دست آورده‌اند (به ترتیب زمانی):
| ملیت               | UCL | UEL | UECL | CWC | USC | UIC | IC | کل |
| ------------------ | --- | --- | ---- | --- | --- | --- | -- | -- |
| اسپانیا            | ۱۹  | ۱۳  | ۰    | ۷   | ۱۶  | ۵   | ۴  | ۶۴ |
| ایتالیا            | ۱۲  | ۹   | ۱    | ۷   | ۹   | ۴   | ۷  | ۴۹ |
| انگلستان           | ۱۴  | ۹   | ۰    | ۸   | ۹   | ۴   | ۱  | ۴۵ |
| آلمان*             | ۸   | ۷   | ۰    | ۴   | ۲   | ۸   | ۳  | ۳۲ |
| هلند               | ۶   | ۴   | ۰    | ۱   | ۲   | ۰   | ۳  | ۱۶ |
| فرانسه             | ۱   | ۰   | ۰    | ۱   | ۰   | ۱۲  | ۰  | ۱۴ |
| پرتغال             | ۴   | ۲   | ۰    | ۱   | ۱   | ۱   | ۲  | ۱۱ |
| بلژیک              | ۰   | ۱   | ۰    | ۳   | ۳   | ۰   | ۰  | ۷  |
| اسکاتلند           | ۱   | ۰   | ۰    | ۲   | ۱   | ۰   | ۰  | ۴  |
| اتحاد جماهیر شوروی | ۰   | ۰   | ۰    | ۳   | ۱   | ۰   | ۰  | ۴  |
| اوکراین            | ۰   | ۱   | ۰    | ۲   | ۱   | ۰   | ۰  | ۴  |
| روسیه              | ۰   | ۲   | ۰    | ۰   | ۱   | ۰   | ۰  | ۳  |
| رومانی             | ۱   | ۰   | ۰    | ۰   | ۱   | ۰   | ۰  | ۲  |
| ترکیه              | ۰   | ۱   | ۰    | ۰   | ۱   | ۰   | ۰  | ۲  |
| یوگسلاوی           | ۱   | ۰   | ۰    | ۰   | ۰   | ۰   | ۱  | ۲  |
| سوئد               | ۰   | ۲   | ۰    | ۰   | ۰   | ۰   | ۰  | ۲  |
| آلمان شرقی         | ۰   | ۰   | ۰    | ۱   | ۰   | ۰   | ۰  | ۱  |
| چکسلواکی           | ۰   | ۰   | ۰    | ۱   | ۰   | ۰   | ۰  | ۱  |
| اوکراین            | ۰   | ۱   | ۰    | ۰   | ۰   | ۰   | ۰  | ۱  |
| دانمارک            | ۰   | ۰   | ۰    | ۰   | ۰   | ۱   | ۰  | ۱  |

* = رکورد آلمان شامل آلمان غربی می‌باشد.

## یادداشت
1. ↑  سوابق باشگاه‌هایی از اتحادیه‌های غیر موجود در حال حاضر مانند اتحاد جماهیر شوروی، چکسلواکی، آلمان شرقی و یوگسلاوی به آن فدراسیون‌ها تعلق می‌گیرد؛ زیرا عناوین مربوطه در هنگام وابستگی باشگاه‌ها به آن اتحادیه‌ها به‌دست می‌آمدند.

### عمومی
- "UEFA Champions league – History". UEFA. 20 May 2008. Archived from the original on 5 February 2010. Retrieved 5 February 2010.
- "UEFA Cup – History". UEFA. 2 July 2007. Archived from the original on 17 March 2008. Retrieved 17 March 2008.
- "UEFA Cup Winners' Cup – History". UEFA. 13 July 2005. Archived from the original on 5 March 2008. Retrieved 15 March 2008.
- "UEFA Intertoto Cup – History". UEFA. 13 July 2005. Archived from the original on 8 April 2008. Retrieved 14 April 2008.
- "UEFA Super Cup – History". UEFA. 31 August 2007. Archived from the original on 14 October 2008. Retrieved 14 October 2008.

### اختصاصی
1. ↑  "Sorteo de las competiciones europeas de fútbol: el Fram de Reykjavic, primer adversario del F.C. Barcelona en la Recopa" [Draw for the European football competitions: Reykjavic's Fram, first opponent of F.C. Barcelona in the Cup Winners' Cup.] (PDF). لا ونگوردیا (به اسپانیایی). 13 July 1988. p. 53. Archived from the original on 13 December 2010. Retrieved 15 November 2009.
2. ↑  "Tutto inizio' con un po' di poesia" [It all started with a little poetry]. لاگاتزتا دلو اسپورت (به ایتالیایی). 24 May 1997. p. 10. Archived from the original on 4 October 2008. Retrieved 1 June 2019.
3. 1 2  "1989/90: Rijkaard seals Milan triumph". UEFA.com. یوفا. 23 May 1990. Archived from the original on 7 June 2015. Retrieved 30 May 2015.
4. ↑  "UEFA Cup: All-time finals". EUFA. 2005-06-30. Archived from the original on 2008-03-09. Retrieved 2008-03-15.
5. ↑  "UEFA Super Cup – History". EUFA. Archived from the original on 2010-08-20. Retrieved 2012-08-22.
6. ↑  "Real Madrid". UEFA.com (به انگلیسی). Archived from the original on 4 June 2018. Retrieved 12 June 2019.
7. ↑  "AC Milan". UEFA.com (به انگلیسی). Archived from the original on 1 April 2019. Retrieved 12 June 2019.
8. ↑  "UEFA Cup – Competition format". UEFA.com. یوفا. 13 July 2005. Archived from the original on 13 October 2005. Retrieved 9 July 2008.
9. ↑  "THE BEST CLUB OF EUROPE". rsssf.com. 30 January 2020. Archived from the original on 10 July 2020. Retrieved 25 July 2020.
10. ↑  تاریخچه رسمی جام اینترتوتو
11. ↑  "Final facts and figures". UEFA.com. UEFA. 9 March 2007. Archived from the original on 12 May 2008. Retrieved 12 May 2008.
12. ↑  "Javhar's All Time European Club Rankings". rsssf.com. 18 September 2004. Archived from the original on 3 August 2020. Retrieved 25 July 2020.